# 新埤庄
新埤庄，為1920年－1945年間存在的行政區，轄屬高雄州潮州郡。今屏東縣新埤鄉。

## 街庄原名
原屬港東中里之新埤頭庄、建功庄、打鐵庄、南岸庄、餉潭庄、糞箕湖庄
- 新埤頭庄改稱新埤[1]

## 行政區劃
新埤庄轄域內分為新埤、建功、打鐵、南岸、餉潭、糞箕湖六個大字。各大字分別包含以下聚落：
- 新埤：新埤、千三、埔角
- 建功：建功、砂崙、東振興
- 打鐵：打鐵、糖部寮
- 南岸：南岸、永興、豬高崙
- 餉潭：餉潭、獅頭、上獅頭
- 糞箕湖：糞箕湖、萬隆、赤山寮、寶水泉、海豐寮、舊萬隆

## 人口
| 年分 | 人口數 |
| ---- | ------ |
| 1933 | 1,165  |
| 1934 | 1,197  |
| 1935 | 1,203  |
| 1936 | 1,247  |

## 設施

新埤庄役場

- 新埤庄役場
- 新埤公學校(1916年設立)
- 新埤公學校餉潭分教場(1923年設立)
- 新埤信用購買利用組合[2]

## 名勝舊跡
- 褒忠門